# 石川県立富来高等学校
石川県立富来高等学校（いしかわけんりつ とぎこうとうがっこう、英: Ishikawa Prefectural Togi High School）は、かつて石川県羽咋郡志賀町富来領家町（旧・羽咋郡富来町領家町）にあった公立の高等学校。石川県立高浜高等学校と統合して石川県立志賀高等学校となり、2011年（平成23年）3月末に閉校した。

## 設置学科
- 普通科
  - 普通コース （自分の得意分野を発見し、それを磨き、個々の表現力と想像力を育成し、 実践力を身につけるのに適したコース）
  - 国際コース （国際交流の体験などを通して、幅広い教養を身につけ、国際感覚豊かな人材を育成し、大学や短大などで専門的な教育を目指したい人に適したコース）

## 概要
同一町内の志賀町立富来中学校と連携型の中高一貫教育を行っている。同中学校より専願型推薦入試の形で入学が可能である。同一町内でも志賀町立志賀中学校ではこの制度は適用されない。

## 沿革

### 経緯
戦前に設立された富来町立高等女学校と石川県公立富来農業学校が、戦後の学制改革により合併し設置された高等学校である。

### 年表
富来町立高等女学校
- 1941年（昭和16年）12月21日 - 富来町立実科高等女学校の設立認可。
- 1943年（昭和18年）4月 - 校名を富来町立高等女学校と改称。

石川県公立富来農業学校
- 1944年（昭和19年）
  - 3月11日 - 石川県公立富来農業学校の設立認可。
  - 7月 - 現校地に校舎を新築移転。
- 1948年（昭和23年）4月1日 - 学制改革により2校の存続校として石川県富来高等学校の設置が認可。農業課程・家庭課程を置く。
- 1949年（昭和24年）
  - 4月 - 普通課程・家庭課程を設置し選択農業科を残置。
  - 12月21日 - 本館落成（木造二階建）。

石川県立富来高等学校
- 1950年（昭和25年）4月 - 県立に移管し、石川県立富来高等学校となる。
- 1959年（昭和34年）6月26日 - 第1体育館落成。
- 1962年（昭和37年）9月9日 - 火災により東館校舎1棟、渡り廊下、体育館渡り廊下焼失。
- 1963年（昭和38年）
  - 1月24日 - 増築校舎竣工（木造二階建普通教室4、図書室）。
  - 10月3日 - 運動場拡張整備。
  - 11月19日 - 復旧校舎落成（鉄筋三階建）。
- 1970年（昭和45年）
  - 9月21日 - 第1体育館落成。
  - 10月15日 - 校舎落成。
- 1972年（昭和47年）5月24日 - 水泳プール修祓式。
- 1974年（昭和49年）9月4日 - 特別棟増築第1期工事落成。
- 1979年（昭和54年）9月15日 - 第2体育館落成。
- 1980年（昭和55年）9月22日 - 県立移管30周年記念庭園完成。
- 1981年（昭和56年）7月31日 - 特別棟増築第2期工事落成。
- 1983年（昭和58年）8月25日 - 自転車置き場2棟完成。
- 1984年（昭和59年）
  - 3月 - 校門完成、部室3室完成。
  - 5月15日 - グラウンド暗渠排水設備工事完成。
  - 6月28日 - 格技場完成。
- 1987年（昭和62年）1月31日 - 自転車置き場増設完成。
- 1988年（昭和63年）9月30日 - 野球バックネット改修設置。
- 1993年（平成5年）4月1日 - 普通科に「国際コース」を新設。
- 1996年（平成8年）3月22日 - 第1体育館大規模改造工事完成。
- 1998年（平成10年）
  - 3月27日 - LL教室完成。
  - 9月8日 - 県有建築物バリアフリー化工事完成。
- 1999年（平成11年）
  - 3月10日 - 屋外運動場改修工事、プール解体工事。
  - 8月10日 - 相撲場撤去。
- 2000年（平成12年）
  - 7月9日 - 富来地域中高一貫教育研究フォーラム開催。
  - 12月15日 - 校内緑化事業。
- 2001年（平成13年）12月25日 - 管理・教室棟大規模改造、耐震補強工事完成。
- 2002年（平成14年）1月18日 - 第1体育館雪止め工事完了。
- 2009年（平成21年）4月1日 - 石川県立高浜高等学校との統合により募集停止。
- 2011年（平成23年）
  - 3月6日 - 閉校式。
  - 3月31日 - 閉校。

## 校歌
作詞：中谷喜太郎、作曲：須摩洋朔

## 部活動
- 運動部 - 野球 、ソフトテニスホッケー、バスケットボール、剣道
- 文化部 - 吹奏楽、茶道、弁論、家庭、情報

## 所在地
〒925-0447 石川県羽咋郡志賀町富来領家町ハの1番